# Xot del Chocó
El xot del Chocó (Megascops centralis) és una espècie d'ocell de la família dels estrígids (Strigidae). Habita boscos a ponent dels Andes, des del sud-oest de Colòmbia fins al nord-oest de l'Equador. També viu a parts de Panamà i Costa Rica.

## Taxonomia
La llista mundial d'ocells del Congrés Ornitològic Internacional (versió 13.1, gener 2023), consideren el xot del Chocó una espècie. Tanmateix, en el Handook of the Birds of the World i la quarta versió de la BirdLife International Checklist of the birds of the world (Desembre 2019), aquest tàxon no apareix, per això la UICN no el classifica en cap categoria d'estat de conservació.